# Ангелологија
Ангелологија је научна дисциплина теологије која проучава анђеле, и као таква постоји у различитим религијама и веровањима. Тако се посебно изучава јудејска, хришћанска и исламска ангелологија.

## Јудејска ангелологија
Анђели су у јудаизму представљани као духовна и бестелесна бића која не једу и не пију, не рађају се и не умиру. Они узимају учешћа у особинама Бога, чије царство они образују и кога су весници. Њихов број је бесконачан. Пред људима се појављују у људском обличју и тада имају светле беле хаљине. Функција анђела је да буде опуномоћени представник друге личности (Пост 32, 6; Суд 9, 31; 2 Бар 6, 32) или је Божији посланик, односно „анђео Јахвеов“ (Аг 1, 13; Ис 63, 9; 45, 12; Мал 3, 1).
У старом завету израз анђео означава преносиоца поруке, без прављења разлике да ли се при томе ради о људском или нељудском бићу. Када се ради о човеку, онда се мисли на преносиоца поруке, док надземаљски анђео може извршавати и неке друге делатности. Пошто се анђео у старом завету појављује у људском облику и може бити замењен и са људима, акценат лежи више на функцији него на његовом небеском бићу.
Из мноштва анђела издвајају се поједини анђели анђела који су посебно наглашени. У питању је седам редова као што је наведено у 1 Енох 61, 10: херувими, серафими, офаними, анђели силе (или први), власти, изабрани, и моћи. И у 2 Енох (= слов. Енох) 20 набрајају се анђелски редови: арханђели, силе, власти, први, моћи, херувими, серафими, престоли, офаними.
Потпуно се другачије именују анђелски редови у књизи Јубилеји. У Јуб 1, 27, 29 спомиње се „анђео лица“, као у Зав Леви 3, 18 и Зав Јуда 25, а у Јуб 2, 2, 8; 15, 27; 31, 14 наводе се анђели „светлости“ и „анђео моћи“, који је и анђео смрти и пратилац душе (Зав Асир 6; Зав Бенијам 6), и који прати Еноха на његовом путу кроз небеске светове.
Постоји и група од шест или седам анђела односно арханђела (Тов 12, 15) међу којима је Рафаило, један од седморице анђела који има приступ код Светога. У етиоп. Еноху именују се шест анђела стражара: Уриило, Рафаило, Рагуило, Саракиило (у каснијој јудеској традицији Цидкиило или Цадукиило), Гаврило и Михаило. У грчком тексту се као седми наводи и Ремаило. То је вероватно исти арханђел који се и у 1 Енох 90, 21 спомиње под имену Јеремиило.

## Хришћанска ангелологија
У хришћанској ангеологији анђели су створени пре ичега другог, а сами нису ничега створитељи. Анђели су по природи божански духови, другостепене светлости, невештаствени пламен огњени, хитропокретни умови. Они су словесни, самовласни (имају слободну вољу да сами одлучују), по благодати Божијој су бесмртни, троми су на зло али не и сасвим непокретни. Разликују се по слави, достојанству и служби.
Анђели су створени вишим од људи (Пс 8, 6) и немају тела ни телесних страсти. Телесно нису ограничени, не попримају облик по законима света, нису спутани тварју и тварним предметима, нису подложни земаљским законима времена и простора, али јесу просторно и временски ограничени, јер им је потребно кретање и време (иако кратко) да са једног места дођу на друго. Називају се бестелесним, јер немају тело као људи, односно имају танана „ваздушаста“ (етерна) тела. Називају се невештаственим (нетварним) пошто је њихова природа много истанчанија од грубог човечјег тела и сродна је човечијој души. Људима се јављају увек у обличју својих тела, мада, како говори Јован Дамаскин, не онакви какви јесу, у пуном и застрашујућем блештавилу, већ у људима прилагођеном сјају, а такође могу попримити облик какав Бог зажели од њих, нпр. човека, облака или огњеног/светлоносног стуба.
Према црквеном предању, анђели се деле на три хијерархије: вишу, средњу и нижу, а свака хијерархија се даље дели на три чина.
'Виша:':
- Серафими су четворо - односно шестокрилати симболи светлости, жар Божије ватре (Језек. 1,5, Иса. 6, 1), распаљују огњену љубав према Богу и најближи су Богу
- Херувими просвећују премудрошћу и богопознањем, чувари су раја (Пост 3, 24)
- Престоли су разумни и по благодати богоносни, изливају силу правосуђа на престоле земаљских судија и владара (Кол, 16)

Средња:
- Господства господаре нижим чиновима, дају силу и мудрост, уче друге да владају вољом и осећањима
- Силе спроводе непоколебиво вољу Божију, дају силу чудотворства
- Власти представљају неуништавајућиву хармонију, кроте демоне, одбијају искушења

Нижа:
- Начела начелују нижим анђелским чиновима, брину за народе и световни суд
- Арханђели благовесте, пророкују, укрепљују веру
- Анђели су анђели чувари, војска небеска (Јов 19,12, Пс 103, 21), духови (Откр 1, 4), јављају мање тајне и намере Божије, подстичу на врлину, стоје људима најближе

Само највиши чин прима светлост и познање од самог Бога, а сви нижи чинови се просвећују и примају тајне од виших чинова. Они за светлошћу и познањем Божјим чезну, па Бог човеку открива своје тајне преко њих, не зато што су му они неопходни, већ зато што у то „анђели желе завирити“ (1. Пт 1, 12). Не треба им ни језик ни слух, него без изговорене речи предају један другоме властите мисли и одлуке. Они увек чине само једно: служе Богу и његовој творевини.
Они се сви заједно називају анђелима (весницима), зато што сви служећи Богу учествују у људском спасењу; мада то није њихова једина служба. Серафими се као највиши и Богу најближи чин називају арханђелима (тј. „наданђелима"). Има седам арханђела. Први међу арханђелима је Михаило, име му значи „онај који је као Бог“. Други је Гаврило, „сила Божија“, трећи Рафаило или „исцељење Божије“. Четврти међу арханђелима је Урило или „Божанска светлост“, Пети је Салатаило, „врховни служитељ молитава“, шести Егудило, „хвала Божија“, и седми Варахило, „делитељ благослова“. Понекад се помиње као осми арханђел и Јеремило, „величина Божија“.
Свето Писма по имену помиње осморицу анђела. То су: 
- Михаил - онај ко је као Бог или ко је раван Богу. Св. Михаил изображава се још од првих времена хришћанских као војвода, који у десној руци држи копље, којим попире Луцифера, Сатану, а у левој палмову зелену гранчицу. Архангел Михаил сматра се нарочитом чуварем вере православне и борцем против јереси верских.
- Гаврил значи - муж Божји, или крепост Божја. Он је благовеститељ тајни Божјих, нарочито тајне боговаплоћења, и свих осталих тајни, које с оном стоје у вези. Изображава се: у десној руци држи фењер са запаљеном свећом унутра, а у левој огледало од зеленог камена јасписа. Огледало означава премудрост Божју, као тајну скривену.
- Рафаил значи - исцељење Божје, или Бог исцелитељ (Тов. 3,17:12,15). Изображава се: десном руком води товију, који носи рибу ухваћену у Тигру, а у левој држи алабастар лекарски.
- Урил - огањ или светлост Божја (III Језра 3,1;5,20). Изображава се: десном руком држи мач против Персијанца, а у левој пламен огњени.
- Салатаил значи молитвеник Божји (III Језра 5,16). Изображава се са лицем и очима погнутим, а руке држећи на прсима као на молитви.
- Јегудил - славитељ Бога. Изображава се: у десној руци држи венац златан, а у левој трострук бич.
- Варахил - благослов Божји. Изображава се: носи у недрима руже беле.
- Јеремил - узвишење Божје (III Језра 4,36). Поштује се као подстицатељ и побудитељ узвишених помисли, које човека уздижу к Богу.

## Исламска ангелологија
Анђео се у исламу назива мелек (арапски: الملك, ал-малак). Мелеки су, према исламском веровању, часна створења која је Бог (арап: Алах) створио од светлости (арап: нур) да би вршили његову вољу. Поређани су у хијерархију на чијем врху се налазе:
- Џибрил (Гаврило) задужен за достављање Божје објаве изабраним веровесницима и посланицима;
- Микаил (Михаило) је задужен за кишу и биљке;
- Исрафил (Рафаил) чије ће дување уништити креацију на крају времена;
- Малик, чувар Ватре.

У неким предањима се наводи да је име мелека смрти Азраил, али ово име се не налази у Курану нити у веродостојном суннету.

За разлику од човека мелеки не поседују слободну вољу. Зато, иако ближи Богу, нису супериорни у односу на човека у савршенству његове урођене природе (фитрах), јер човек може истински спознати Бога, док мелеки то не могу.